# Рей Кларк (футболіст, 1952)
Рей Кларк (англ. Ray Clarke, нар. 25 вересня 1952, Гекні) — англійський футболіст, що грав на позиції нападника, зокрема за нідерландські «Спарту» (Роттердам) та «Аякс».

## Ігрова кар'єра
Народився 25 вересня 1952 року в місті Гекні. Вихованець футбольної школи клубу «Тоттенгем Готспур». У сезоні 1972/73 дебютував у дорослому футболі в основній команді того ж клубу, взявши участь в одній грі англійської першості.
Не закріпився у складі рідного клубу і продовжив виступи у нижчолігових командах «Свіндон Таун» та «Менсфілд Таун». У сезоні 1974/75 забив за останню 28 голів в іграх Четвертого дивізіону Футбольної ліги, ставши його найкращим бомбардиром та допомігши команді здобути перемогу у цьому турнірі.
1976 року перебрався до Нідерландів, ставши гравцем роттердамської «Спарти». Протягом двох сезонів був основним гравцем атакувальної ланки цієї команди і одним із її головних бомбардирів, маючи середню результативність на рівні 0,56 гола за гру першості.
1978 року був запрошений до амстердамського «Аякса», де також став лідером атак, відзначившись 26 голами у 31 грі чемпіонату і допомігши амстердамцям зробити «золотий дубль» — виграти чемпіонат Нідерландів і Кубок країни.
У 1979 році перейшов до бельгійського «Брюгге», звідки того ж року повернувся на батьківщину, ставши гравцем «Брайтон енд Гоув».
Завершував ігрову кар'єру у 1980–1981 роках виступами за «Ньюкасл Юнайтед».

## Титули і досягнення

### Командні
- Володар Кубка англійської ліги (1):

«Тоттенгем Готспур»: 1972-1973
- Чемпіон Нідерландів (1):

«Аякс»: 1978-1979
- Володар Кубка Нідерландів (1):

«Аякс»: 1978-1979

### Особисті
- Найкращий бомбардир Четвертого дивізіону Футбольної ліги (1):

1974-1975 (28 голів)